# Автономний повіт (КНР)

Автономні повіти КНР

Автономний повіт (кит.: 自治县) — автономні адміністративні одиниці повітового рівня в Китаї. Є повітами з однією або декількома титульними національними меншинами, за аналогією з автономними районами або автономними префектурами. Всього в Китаї 117 автономних повітів та 3 автономні хошуни. Останні представлені лише у Внутрішній Монголії і нічим не відрізняються від автономних повітів, крім назви.
Найбільш населений автономний повіт Вейнін-Ї-Хуей-Мяоський автономний повіт — 993 771 особа (на 1999 р.), а найменш населений Аксай-Казахський автономний повіт — 8891 особа (на 2000 р.).
Найбільша територія в Субей-Монгольського автономного повіту 54748 км².